# Condado de Haywood (Carolina del Norte)
El condado de Haywood (en inglés: Haywood County, North Carolina), fundado en 1808, es uno de los 100 condados del estado estadounidense de Carolina del Norte. En el año 2000 tenía una población de 54 033 habitantes con densidad poblacional de 37.68 personas por km². La sede del condado es Waynesville.

## Geografía
Según la Oficina del Censo, el condado tiene un área total de 1437 km² (554,8 mi²), de la cual 1435 km² (554,1 mi²) es tierra y 3 km² (1,2 mi²) es agua.

### Municipios
El condado se divide en trece municipios:
Municipio de Beaverdam, Municipio de Cataloochee, Municipio de Cecil, Municipio de Clyde, Municipio de Crabtree, Municipio de East Fork, Municipio de Fines Creek, Municipio de Iron Duff, Municipio de Ivy Hill, Municipio de Jonathan Creek, Municipio de Pigeon, Municipio de Waynesville y el Municipio de White Oak.

### Condados adyacentes
- Condado de Cocke norte
- Condado de Madison noreste
- Condado de Buncombe este
- Condado de Transilvania sureste
- Condado de Jackson suroeste
- Condado de Swain oeste
- Condado de Sevier noroeste

### Área Nacional protegida
- Blue Ridge Parkway (parte)
- Parque Nacional Grandes Montañas Humeantes (parte)
- Bosque Nacional Pisga (parte)

## Demografía
En el 2000 la renta per cápita promedia del condado era de $33 922, y el ingreso promedio para una familia era de $40 438. El ingreso per cápita para el condado era de $18 554. En 2000 los hombres tenían un ingreso per cápita de $30 731 contra $21 750 para las mujeres. Alrededor del 11.50% de la población estaba bajo el umbral de pobreza nacional.

## Lugares

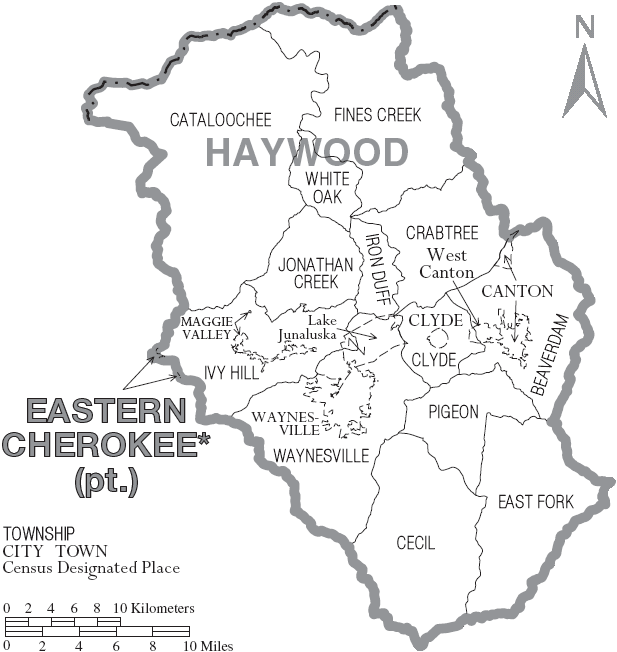
Mapa del Condado de Haywood en Carolina del Norte con sus municipios

### Ciudades y pueblos
- Canton
- Clyde
- Cove Creek
- Lake Junaluska
- Maggie Valley
- Waynesville
- West Canton

### Principales carreteras
- Interestatal 40
- U.S. Highway 19
- U.S. Highway 23
- U.S. Highway 74
- U.S. Highway 276